# Plectrohyla guatemalensis
Plectrohyla guatemalensis är en groddjursart som beskrevs av Brocchi 1877. Plectrohyla guatemalensis ingår i släktet Plectrohyla och familjen lövgrodor. IUCN kategoriserar arten globalt som akut hotad. Inga underarter finns listade i Catalogue of Life.